# Elena Ciubotaru
Elena Ciubotaru Turcu, más conocida con Lenus Ciubotaru, (Buhusi, Rumanía, 7 de octubre de 1961) es una exjugadora de balonmano hispano-rumana que jugó en el Ferrobús-Mislata y en el Mar Valencia, además de en la selección española y la rumana.

## Trayectoria
Desde el lateral en el principio de su carrera y desde el extremo derecho al final, empezó jugando en competiciones nacionales en el Stiinta Bacau de Rumanía, haciéndolo como profesional desde 1980. Tras la temporada 1990/91 se mudó, por recomendación de su amiga Laura Lunca, jugadora rumana que por aquel entonces estaba en el potente Amadeo Tortajada/Valencia Urbana, a España para jugar el último mes de competición con el equipo de Mislata. 
Con el equipo rumano, además de 8 Ligas rumanas y 6 Copas se hizo con la Recopa de Europa de 1981 y jugó la final de Champions en 1986. En el equipo mislatero estuvo tres años y, en 1994, se mudó al Mar Valencia, donde consiguió una Liga ABF y una Copa de la Reina.
Volvió a Mislata y fue partícipe de la Copa de la EHF del 2000. En el equipo de Huerta-Albufera estuvo desde 1996 hasta 2003, año que dejó el balonmano profesional y completó su palmarés con varias Copa de la Reina y la Supercopa de su último año en activo, ya con 43 años. En uno de sus últimos partidos en competición europea, ante el Herz-FTC, metió 12 goles de los 24 goles españoles.

### Clubes
- 1980–1991: Stiinta Bacau
- 1991–1994: Ferrobús Mislata[7]
- 1994–1995: Mar Valencia
- 1995–2003: Amadeo Tortajada / Valencia Urbana[1]

### Selecciones nacionales
Tras defender los colores de Rumanía en los mundiales del 82 y del 86, jugó con la selección española en el Europeo del 98. Con ambas selecciones casi llega a las 200 internacionalidades.

## Palmarés
- 8 x Ligas Rumanas
- 6 x Copas de Rumanía
- 1 x Recopa de Europa (1989)
- 1 x Copa de la EHF (2000)
- 1 x Liga ABF (1995)
- 1 x Supercopa de España (2003)
- 3 x Copa de la Reina (1995, 2001, 2003)

## Vida
Ingeniera técnica industrial desde 1998, trabaja en Mislata y fue una de las fundadoras del Club Handbol Mislata.